# Holey dollar

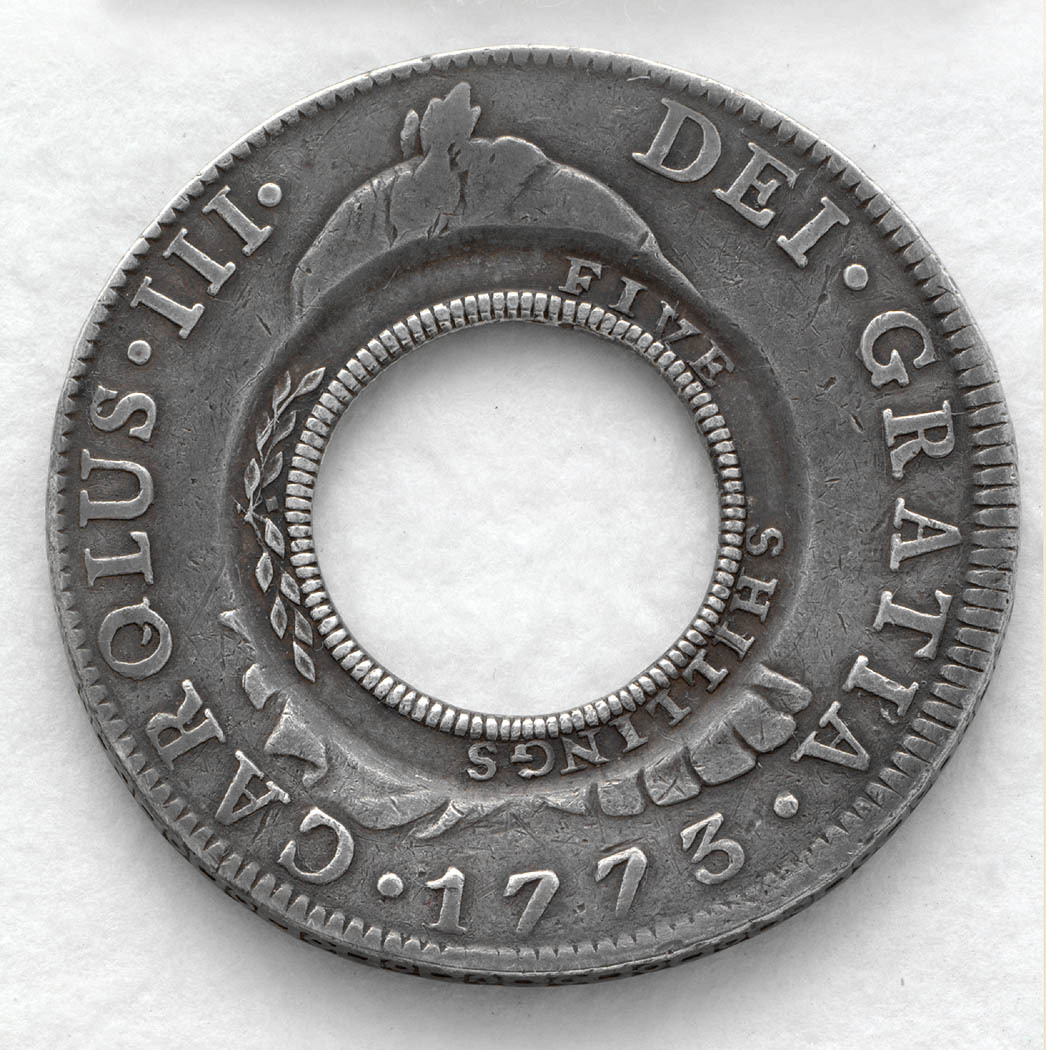
Un « dollar troué » de Nouvelle-Galles du Sud, la première monnaie distincte d'Australie.

Holey dollar, également qualifié de « dollar troué », est le nom donné aux pièces de monnaie de deux colonies britanniques : l’Île-du-Prince-Édouard et la Nouvelle-Galles du Sud. Le milieu a été découpé, créant deux parties : une petite pièce (« dump »), et un « dollar troué ». 

## Dollar espagnol
À partir de 1497, le gouvernement espagnol a commencé à frapper une grande pièce de dollar espagnol. On l'appelait aussi le peso de huit réaux ou pièce de huit royaux.

## Dollar de l'Île-du-Prince-Édouard (Canada)
(août 2024).
Si vous disposez d'ouvrages ou d'articles de référence ou si vous connaissez des sites web de qualité traitant du thème abordé ici, merci de compléter l'article en donnant les références utiles à sa vérifiabilité et en les liant à la section « Notes et références ».
Une transformation du dollar espagnol en circulation constante dans l’est du Canada et aux États-Unis a été effectué en 1813 dans l'Île-du-Prince-Édouard
|                     |
| Côté face du dollar |

|                     |
| Côté pile du Dollar |

|                            |
| Bouchon du centre « dump » |

## Colonie britannique de Nouvelle-Galles du Sud (Australie)
Lorsque la colonie de Nouvelle-Galles du Sud fut fondée en 1788, elle se heurta au problème du manque de monnaie. Les pièces étrangères étaient courantes.
|                     |
| Côté pile du dollar |

|                     |
| Côté face du Dollar |

|                                    |
| Bouchon du centre « dump » obverse |

|                                    |
| Bouchon du centre « dump » reverse |

## Pièces similaires
Plusieurs colonies britanniques des Caraïbes utilisaient la même méthode pour produire des pièces à partir de dollars espagnols. 